# Morpho hyacinthus
Morpho hyacinthus är en fjärilsart som beskrevs av Butler 1866. Morpho hyacinthus ingår i släktet Morpho och familjen praktfjärilar. Inga underarter finns listade i Catalogue of Life.